# Geographie von Somerset

Somerset (rot) und die anderen zeremoniellen Grafschaften Englands

Die Geographie von Somerset ist die regionale Geographie der Grafschaft Somerset in South West England. Sie beschreibt das Gebiet zwischen dem Bristolkanal und den Grafschaften Bristol und Gloucestershire im Norden, Wiltshire im Osten, Dorset im Süden und Devon im Westen. Das Klima ist aufgrund der Nähe zum Atlantischen Ozean und der vorherrschenden westlichen Winde mild und feucht.
Somerset ist überwiegend ländlich und landwirtschaftlich geprägt. Die Hochlagen werden gebildet von den Mendip Hills im Osten, den Quantock Hills nördlich und den Blackdown Hills südlich der Stadt Taunton sowie dem Exmoor im Westen des Countys. Zwischen den Mendips und Quantocks erstrecken sich die Somerset Levels, ein ausgedehntes Tiefland. Die wichtigsten Flüsse der Grafschaft, die allesamt in den Bristolkanal münden, sind die River Axe und River Brue im Nordostteil und der deutlich längere River Parrett im Südwestteil der Levels.
Das Relief der Landschaft ist weitgehend bestimmt durch die Gesteinszusammensetzung des Untergrundes. Die Mendips sind aus karbonischen Kalksteinen der Carboniferous Limestone Supergroup aufgebaut, in denen sich durch Karst Schluchten und Höhlen gebildet haben. In den Levels gibt es Feuchtgebiete, die für die Vogelwelt von internationaler Bedeutung sind. Das Exmoor ist ein karges Hügelland und als Nationalpark geschützt. Die Quantocks und die Blackdown Hills sind Areas of Outstanding Natural Beauty, und die Insel Steep Holm im Bristolkanal ist eine der vielen Sites of Special Scientific Interest.
Der Abschnitt der Autobahn M5 zwischen Exeter und Bristol durchquert Somerset annähernd in Nord-Süd-Richtung und ist an ein Netz aus Schnellstraßen (Trunk Roads) angeschlossen. Mehrere Eisenbahnstrecken verbinden Somerset mit anderen Teilen des Vereinigten Königreiches. Bristol Airport liegt im Nordosten des Countys. Zwar sind einige traditionelle Industrien verschwunden oder im Niedergang, aber bei Touristen ist die Region nach wie vor beliebt und bekannt für ihren Cheddarkäse und Cider.

## Physische Geographie

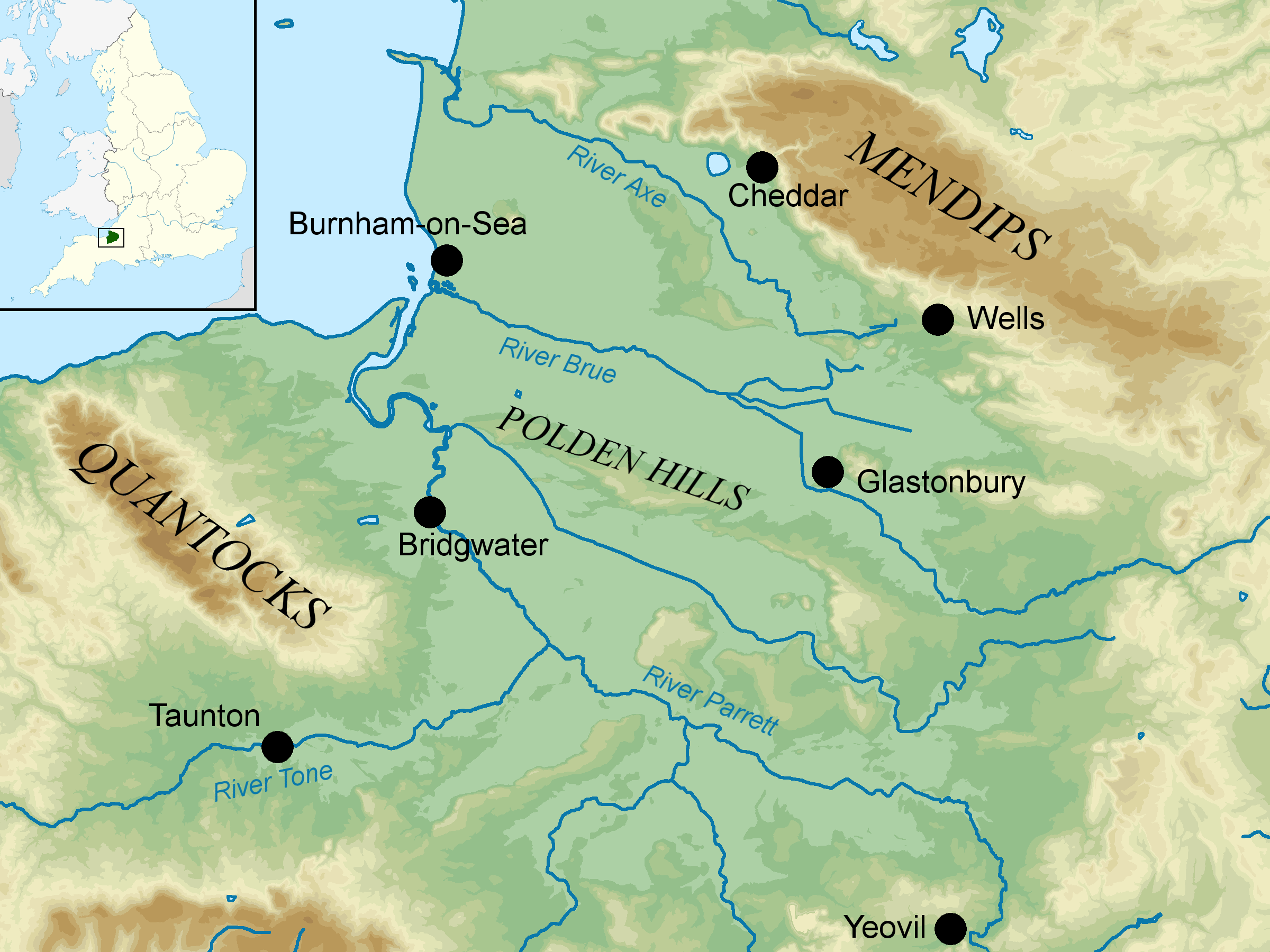
Die Somerset Levels mit den umliegenden Höhenzügen

Somerset ist eine Grafschaft im südwestlichen England mit einer Fläche von 4.171,4 km2. Sie grenzt im Norden an den Bristolkanal mit Bristol und Gloucestershire an dessen östlichem Ende. Im Osten grenzt Somerset an Wiltshire und im Südosten an Dorset. Seine Südwest- und die kurze Westgrenze teilt es sich mit Devon. Die Grafschaft gliedert sich in vier geologische Hauptregionen, die von Gesteinen des Silur bis Unterkreide unterlagert sind, deren spezielle Eigenschaften Einfluss auf Relief und Landschaft haben. So besteht die zentrale Region der Grafschaft aus einer weitläufigen Ebene, die von mehreren Höhenzügen eingerahmt wird.

### Topographie

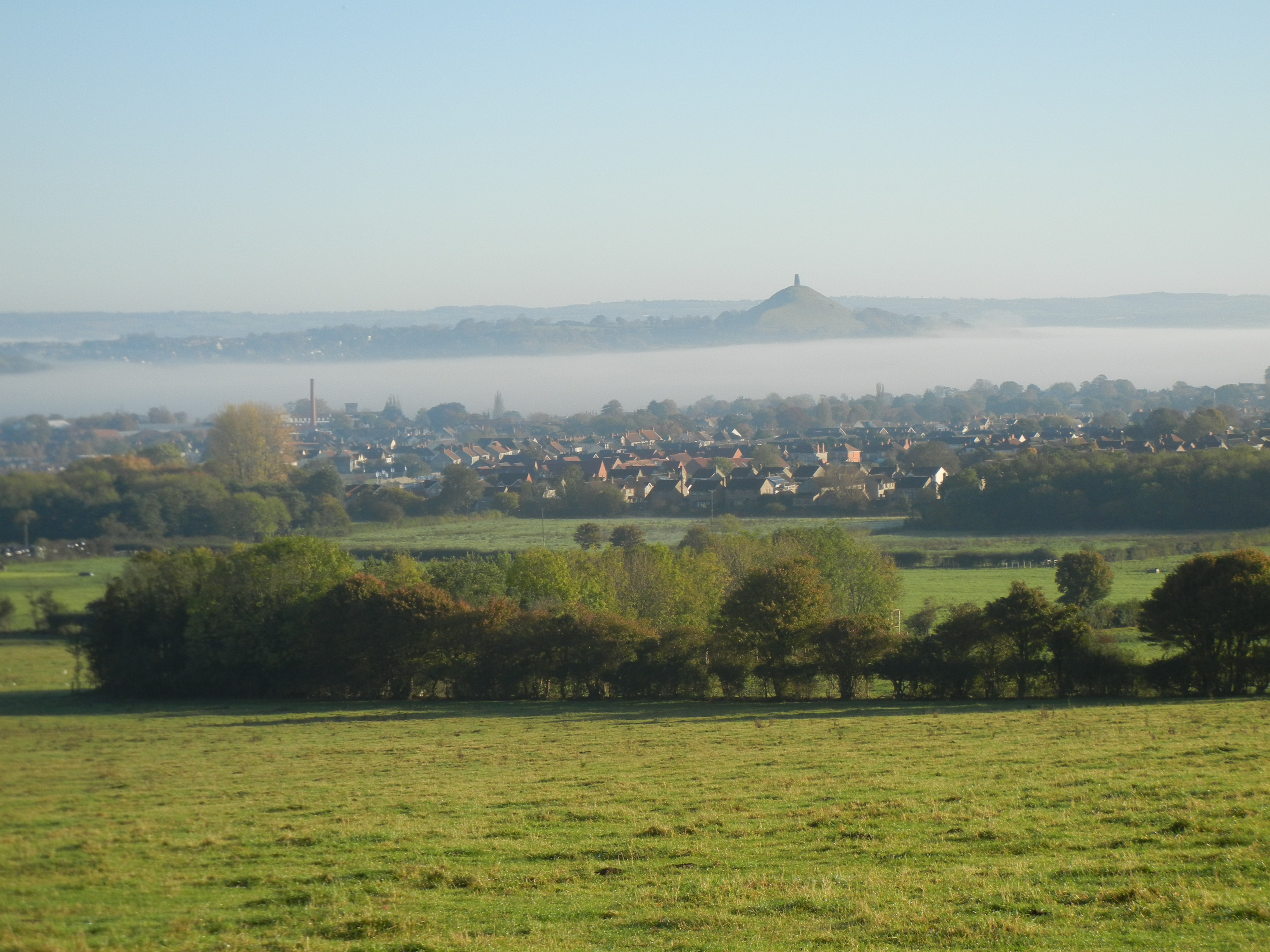
Glastonbury Tor von Süd-Westen aus gesehen.

Die bedeutendsten Hochgebiete in Somerset sind die Mendip Hills im Nordosten sowie die weiter westlich, noch relativ zentral gelegenen Quantock Hills. Die Mendips erstrecken sich in Südost-Nordwest-Richtung zwischen Frome und Weston-super-Mare. Sie überragen die südlich angrenzenden Somerset Levels sowie die nördlich angrenzenden Täler im Einzugsgebiet des River Avon wie das Chew Valley. Die Mendips bestehen aus gefalteten Kalksteinen der Carboniferous Limestone Group, in denen chemische Verwitterung Schluchten, Trockentäler, Dolinen, Höhlen und verschiedene andere Karstphänomene geschaffen hat. Geologisch setzen sich die Mendips nach Westen bis zur Landspitze Brean Down fort und treten im Bristolkanal in Form der Inseln Steep Holm und Flat Holm erneut an die Oberfläche. Während Steep Holm zu Somerset gehört, ist Flat Holm die südlichste Insel von Wales.
Die Quantock Hills ziehen sich nördlich des Vale of Taunton Deane über etwa 25 Kilometer in nordwestlicher Richtung bis nach Kilve und West Quantoxhead zur Küste des Bristolkanals. Ihr höchster Punkt ist Wills Neck mit einer Höhe von 384 m. Die Quantocks bestehen aus gefalteten siliziklastischen Sedimentgesteinen des Devon. Sie sind geprägt durch eine Heidelandschaft mit Heidekraut, Stechginster und Farnen, alte Wälder und Weideland, steile Hänge und bewaldete Talmulden.
Die Blackdown Hills liegen südlich des Vale of Taunton an der südlichen Grenze der Grafschaft und reichen nach North Devon hinüber. Sie sind aus verschiedenartigen Sedimentgesteinen aufgebaut, die zur Upper Greensand Formation der Unterkreide gehören und bilden ein niedriges Plateau mit steilen Flanken und tief eingeschnittenen Tälern im Norden und sanfteren Hängen im Süden. Die höchste Erhebung ist der Gipfel des 315 m hohen Staple Hill.
Das Exmoor ist ein weites, karges Hochland westlich der Quantocks, größtenteils in Somerset und in geringeren Anteilen in North Devon gelegen, dessen nördlicher Rand sich an der Küste des Bristolkanals entlang zieht. Es ist, ganz ähnlich wie die Quantocks, aus siliziklastischen Sedimentgesteinen des Devon aufgebaut. Die Küste im Bereich des Exmoor zeichnet sich durch felsige Landspitzen, Schluchten, Wasserfälle und hochaufragende Klippen aus, die zu den höchsten Küstenklippen Großbritanniens gehören. Im Exmoor liegt auch der höchste Punkt der Grafschaft, der 520 m hohe Dunkery Beacon.

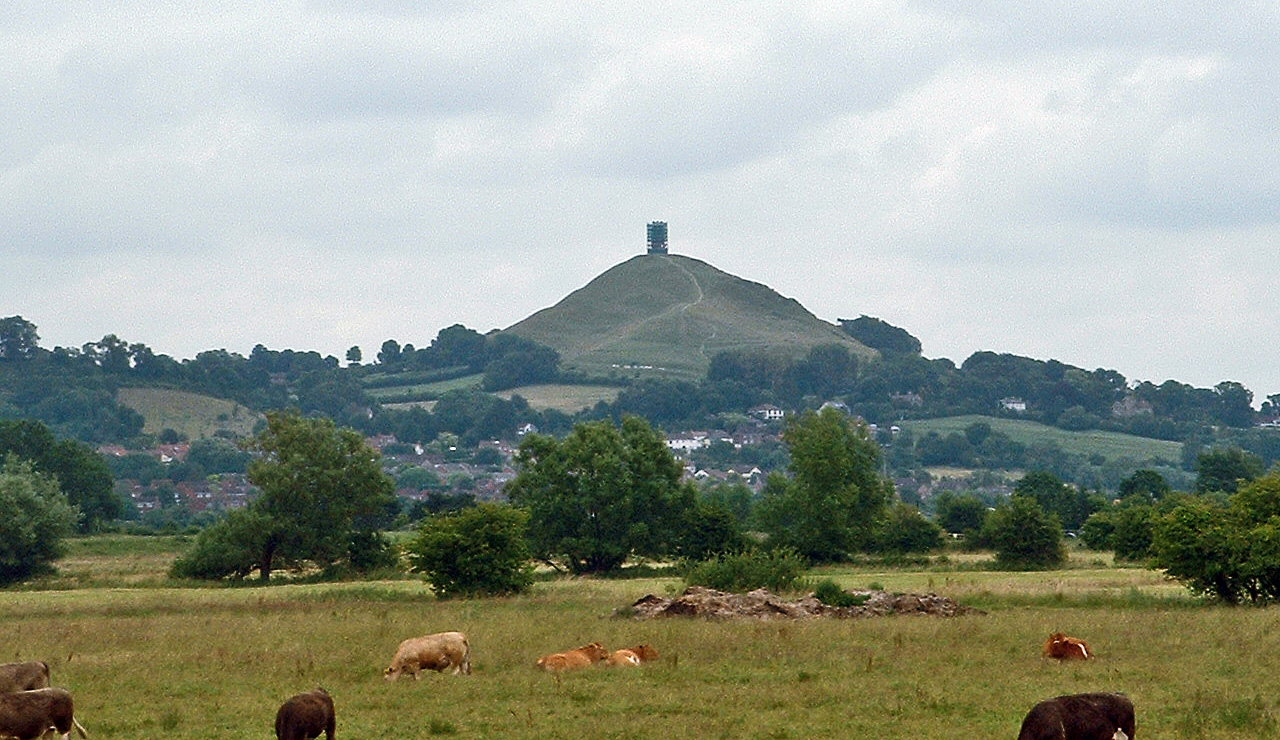
Blick von den Somerset Levels auf den Glastonbury Tor

Auf halbem Weg zwischen den Quantocks und den Mendips verläuft annähernd parallel zu diesen der niedrige, schmale Höhenzug der Polden Hills, der aus karbonatischen Gesteinen des Trias-Jura-Grenzbereichs aufgebaut ist. Beiderseits dieses Höhenzuges dehnt sich eine Küstenebene mit Feuchtgebieten aus, die Somerset Levels. Die Ebene, deren Höhe fünf Meter über dem Meeresspiegel meist nicht übersteigt, umfasst eine Fläche von etwa 700 km². Der nordöstliche Teil des Tieflands wird entwässert von den parallel zueinander fließenden River Axe und River Brue, während dies im südwestlichen Teil durch den River Parrett und dessen Hauptzufluss River Tone geschieht. Die Region am Unterlauf und Ästuar des Parrett wird traditionell als Sedgemoor bezeichnet. Im Nordostteil der Levels, auf ungefähr halbem Weg zwischen den Polden Hills und den Mendips liegt der Glastonbury Tor, ein Inselberg aus relativ erosionsbeständigen Sedimentgesteinen des Jura.

### Gewässer

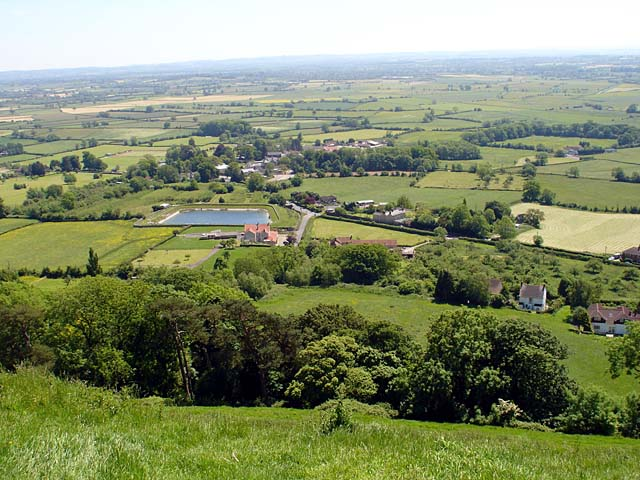
Blick vom Glastonbury Tor auf die nördlichen Somerset Levels

Die Nordküste besteht aus flachen und steilen Abschnitten mit Brandungsplattformen sowie mit Stränden und Sedimentwatten aus – besonders im westlichen Teil – sehr feinkörnigem Material. Das größte Küstengewässer ist die Bridgwater Bay, eine breite Bucht im Südosten des Bristolkanals, deren einziger wichtiger Hafen an der Mündung des River Parrett liegt. Die Hauptwasserläufe Axe, Brue und Parrett entspringen in den Höhenzügen und fließen überwiegend nord- und westwärts zum Bristolkanal. Der River Exe entspringt zwar im Westen der Grafschaft Somerset, etwa 8 km südlich des Bristolkanals, fließt jedoch mehr oder weniger direkt nach Süden zum Ärmelkanal.
Die Quelle des River Axe liegt bei Wells in den Wookey Hole Caves der Mendip Hills. Aus dem Höhlensystem kommend, fließt er zunächst nach Süden durch eine Klamm. Bei dem Dorf Wookey tritt er in die nördlichen Levels ein, biegt nach Westen ab und teilt sich in zwei Arme. Wenige Kilometer unterhalb von Wookey schwenkt er nach Nordwesten um, und einige Kilometer unterhalb dieses Knicks fließen die beiden Arme wieder zusammen. Die nordwestliche Fließrichtung, am Südwestrand der Mendips entlang, behält der Axe für den Rest seines Weges bei. So passiert er unmittelbar die kleinen Ortschaften Lower Weare und Loxton, bevor er bei Brean Down in die Weston Bay mündet. Unterhalb von Loxton bildet der Fluss die Grenze zu Bristol.

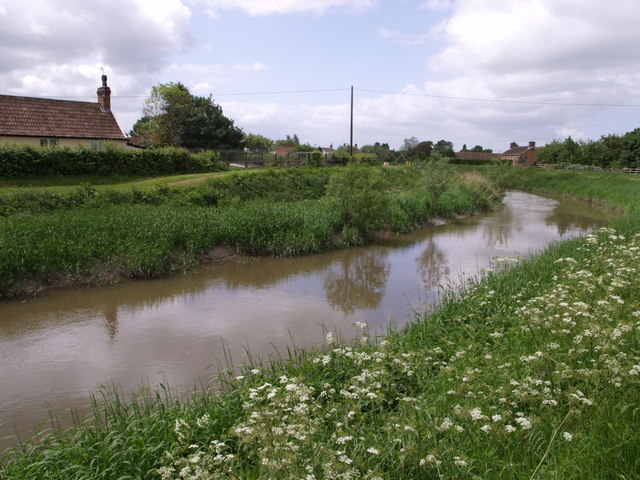
River Tone kurz oberhalb der Mündung in den River Parrett

Der River Brue durchfließt die Somerset Levels parallel zum Nordostrand der Polden Hills. Er entspringt in den Hügeln an der Ostgrenze der Grafschaft, fließt durch Bruton, wo der River Pitt einmündet und zwischen den Kleinstädten Glastonbury und Street hindurch. Der Unterlauf fließt in einem künstlichen Bett und erreicht den Mündungsbereich des River Parrett bei Burnham-on-Sea an der Bridgwater Bay. Am mittleren Abschnitt des Flusses gibt es bis zu 7 m mächtige Torflager, die auf ein vormals existentes Hochmoor zurückgehen.
Der River Parrett entspringt in den Hügeln um Chedington in Dorset und fließt nordwestwärts an Aller vorbei und durch die südlichen Somerset Levels nach Bridgwater, bevor er über ein Ästuar bei Burnham-on-Sea in die Bridgwater Bay mündet. Auf dem Fluss gibt es eine Gezeitenwelle ähnlich der des Severn.
Die beiden kurzen Quellbäche des River Tone, des bedeutendsten Zuflusses des Parrett, entspringen in den Brendon Hills am östlichen Ende des Exmoor und werden am Fuß dieses Höhenzuges zum Clatworthy Reservoir aufgestaut. Von dort fließt der Tone zunächst nach Süden, um dann nach Osten in Richtung Taunton umzubiegen. Nachdem er die Hauptstadt der Grafschaft passiert hat, mündet er oberhalb von Bridgwater in den Parrett.
Die nur wenig über dem Meeresspiegel liegenden Somerset Levels sind für Überschwemmungen anfällig. Sie werden drainiert durch Gräben und Kanäle, die in die Hauptflüsse münden, wie etwa King’s Sedgemoor Drain (River Parrett) direkt südlich der Polden Hills. Axe und Brue stehen über solche mit Wehren versehenen Entwässerungskanäle miteinander in Verbindung.

### Urbane Gebiete
Somerset ist weitgehend ländlich. Die beiden größten Bevölkerungskonzentrationen bilden Bath und Weston-super-Mare; sie wurden 1996 in die beiden Unitary Authoritys Bath and North East Somerset sowie North Somerset überführt, sind aber dennoch Bestandteil der zeremoniellen Grafschaft. Aufgrund der Anfälligkeit der Somerset Levels für Überschwemmungen sind die einzigen größeren Städte Glastonbury und Street, die leicht erhöht in den Polden Hills liegen.
Andere größere Orte Somersets sind Wells, der Hauptort der Grafschaft Taunton, Bridgwater, Yeovil und Frome. Wells liegt am Fuß der Mendip Hills und wurde an der Stätte einer römischen Siedlung errichtet; die Stadt wurde als Handelszentrum bedeutend und wird wegen der Kathedrale von Wells als kleinste City Englands beschrieben. Taunton liegt auf den Ufern des River Tone und ist mindestens seit sächsischer Zeit bewohnt. Hier haben das United Kingdom Hydrographic Office und regionale Vertretungen von Defra und der Charity Commission for England and Wales ihren Sitz.

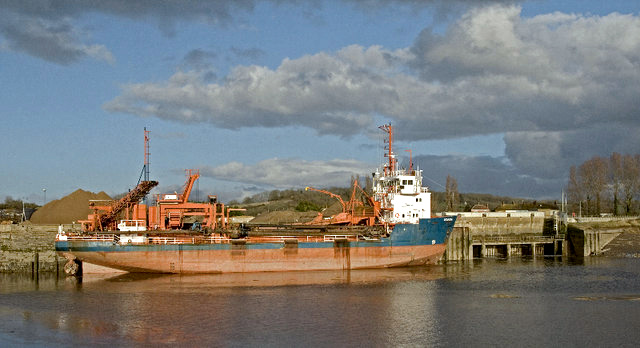
Bridgwater war einst ein wichtiger Hafen; rechts im Bild befindet sich das Schütz Dunball, wo King’s Sedgemoor Drain in den River Parrett mündet.

Bridgwater liegt an der Mündung des River Parrett, etwa 15 Kilometer von der Küste, an der mündungsnächsten Möglichkeit den Ästuar zu überqueren. Der Ort wird im Domesday Book genannt und war einst ein wichtiger Hafen und ein Handelszentrum und ist immer noch eine Industriestadt. Yeovil liegt in der Mitte der Yeovil Scarplands, einem Hochlandgebiet an der südlichen Grenze der Grafschaft und wird ebenfalls im Domesday Book genannt. Die Stadt ist ein Schwerpunkt der Luftfahrt- und Militärindustrie, und der wichtigste Arbeitgeber der Stadt ist der Hubschrauberhersteller AgustaWestland. Frome ist eine andere, ebenfalls uralte Siedlung am Fuß der Mendips am River Frome. Die Stadt war einst abhängig von der Erzeugung von Wolle, doch nun sind Metallverarbeitung und Druckwesen Wirtschaftsfaktoren, und viele der Einwohner pendeln nach Bristol und Bath.

## Geologie
Das älteste Gestein Somersets ist aus dem Silur (vor 443–419 Millionen Jahren). Es besteht aus einer Sequenz von Lava, Tuff, Schiefer und Tonstein in einem schmalen Aufschluss nordöstlich von Shepton Mallet in den östlichen Mendip Hills. Felsen aus dem Devon (vor 419–359 Millionen Jahren) finden sich quer durch den größten Teil des Exmoor, in den Quantocks und in Adern der gefalteten Gesteinsmassen, die die Mendip Hills bilden.

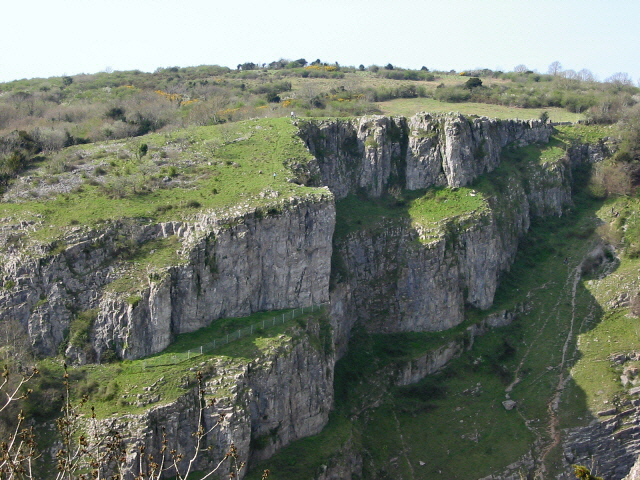
Die Cheddar Gorge wurde durch Wasser geschnitten.

Aus dem Karbon (vor 359–299 Millionen Jahren) stammen die Kalksteinfelsen der Mendip Hills, die sich abrupt aus der flachen Landschaft der Somerset Levels erheben. Diese Kalksteinschichten enthalten fossile Crinoide (Seelilien), Korallen und Brachiopoden und geben so Zeugnis von dem üppigen marinen Leben in den flachen tropischen Meeren, die dieses Gebiet damals bedeckten. Einige dieser Berge erheben sich mehr als 250 m über den Meeresspiegel, und von ihnen entspringen Fließgewässer mit einer erheblichen erosiven Kraft. Die Ergebnisse dieser Erosion sind beispielsweise die Cheddar Gorge und die dortigen Höhlen, weil sich in dem weichen Kalkstein Schluchten und Höhlen von bedeutender Länge und Tiefe gebildet haben. Gegen Ende des Perm (vor 299–252 Millionen Jahren) und in der Trias (vor 252–201 Millionen Jahren) führte die variszische Gebirgsbildung zur Hebung mehrerer bergiger Gebiete, zu denen das Dartmoor und das Exmoor, die Quantocks und die Mendips gehören.
Der Großteil der Landschaft entspricht den Typen, die durch die darunterliegende Geologie vorbestimmt sind. Diese sind der Kalkstein des Karst und der Lias im Norden, die zentralen lehmigen Täler und Feuchtgebiete, der Oolith im Osten und Westen sowie der Sandstein aus dem Devon im Westen.
Nordöstlich der Somerset Levels erheben sich die Mendips als mäßig hohe Kalksteinhügel. Die Mendips sind das südlichste Karbonkalksteinhochland Großbritanniens. Es besteht aus drei großen Antiklinalen, die jede einen Kern aus älterem Devon-Sandstein und Vulkangestein aus dem Silur aufweisen. Das Gebiet der zentralen und westlichen Mendip Hills wurde 1972 als Area of Outstanding Natural Beauty eingestuft und bedeckt 198 km2. Das vorherrschende Habitat in diesen Gebieten ist Magerrasen, hinzu kommt vereinzelt Kulturboden. Das Somerset Coalfield ist Teil eines Kohlereviers, das bis nach Gloucestershire reicht. Nördlich der Mendip Hills liegt das Chew Valley, und im Süden, auf dem Lehmboden, gibt es weite Täler, die die Milchviehhaltung ermöglichen und deren Fließgewässer den Somerset Levels zustreben.

## Klima
Wie der Rest von Südwestengland hat Somerset ein Klima, das generell nasser und milder ist als der Großteil Englands. Die jährliche Durchschnittstemperatur beträgt ungefähr 10 °C. Die jahreszeitlichen Temperaturunterschiede sind weniger extrem als im größten Teil des Vereinigten Königreiches, was auf die mäßigenden Einflüsse der angrenzenden Meeresgebiete zurückzuführen ist. Die Sommermonate Juli und August sind die wärmsten mit mittleren Höchsttemperaturen von etwa 21 °C. Im Winter sind mittlere Niedrigsttemperaturen von 1 °C oder 2 °C üblich. Im Sommer beeinflusst das Azorenhoch den Südwesten Englands, doch bilden sich manchmal Konvektionswolken, die die Sonnenscheindauer reduzieren. Die jährlichen Sonnenscheinstunden sind etwas geringer als der regionale Durchschnitt von 1600 Stunden. Die Niederschläge im Herbst und Winter haben ihre Ursache zumeist in den Nordatlantiktiefs, die feuchtgesättigte Luft von Südwesten und Westen heranführen. Im Sommer erhitzt die Sonneneinstrahlung die Oberfläche, was zur Erzeugung von Konvektion und zur Bildung von Schauern und Gewittern führt. Der durchschnittliche Niederschlag beträgt etwa 700 mm/Jahr, und acht bis fünfzehn Tag mit Schnee sind typisch. Die stärksten Mittelwinde haben die Monate November bis März und die schwächsten Mittelwinde die Monate Juni bis August. Die vorherrschende Windrichtung ist aus Südwest.

## Siedlungsgeschichte

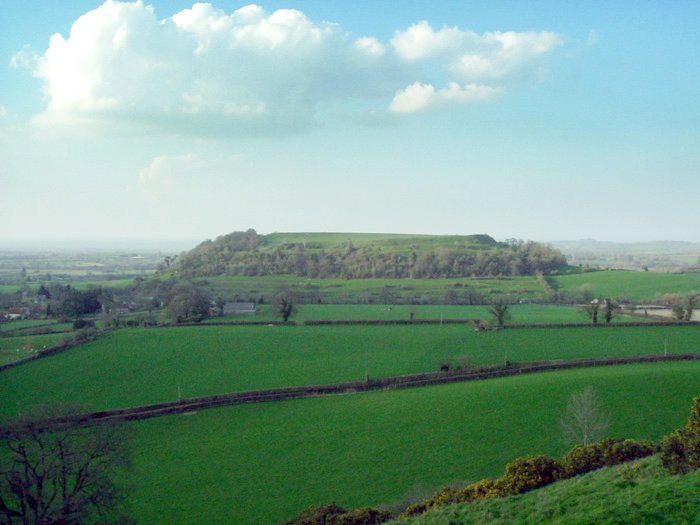
Cadbury Castle

Belege einer frühen Besiedlungen sind die Reste des Sweet Track, der mit Holz gebaut wurde, das nach dendrologischen Untersuchungen im Winter 3807/3806 v. Chr. geschlagen wurde, und einige Dörfer des Tieflands wie etwa Glastonbury Lake Village und andere Wallburgen und Siedlungen auf den Hügeln stammen aus der Eisenzeit. 
Von der Römerzeit bis 1908 waren die Mendip Hills eine wichtige Quelle für die Bleigewinnung.
Diese Gebiete waren das Zentrum einer bedeutenden Bergbauindustrie. Dies spiegelt sich wider in den Gebieten, die dicht an dicht mit Schächten versetzt sind, in denen Bleierz aus Adern in der Nähe der Oberfläche abgebaut wurde. Galmei, Mangan, Eisen, Kupfer und Baryts wurden ebenfalls abgebaut.
Viele Berghänge wie in Cadbury Castle, Ham Hill und Maes Knoll sowie geschützt liegende Täler wurden leicht zu verteidigende Stätten früher Besiedlung, und schon früh wurde Handel getrieben. Der große Unterschied zwischen Ebbe und Flut erleichterte den Zugang zum Landesinneren und war ein Schlüsselfaktor bei der Verteilung von Gütern und Produkten, indem Flüsse wie Parrett und Avon genutzt wurden. Der Tidenhub von bis zu 13 m ist nach der Bay of Fundy in den kanadischen Seeprovinzen der zweithöchste weltweit.

## Landnutzung

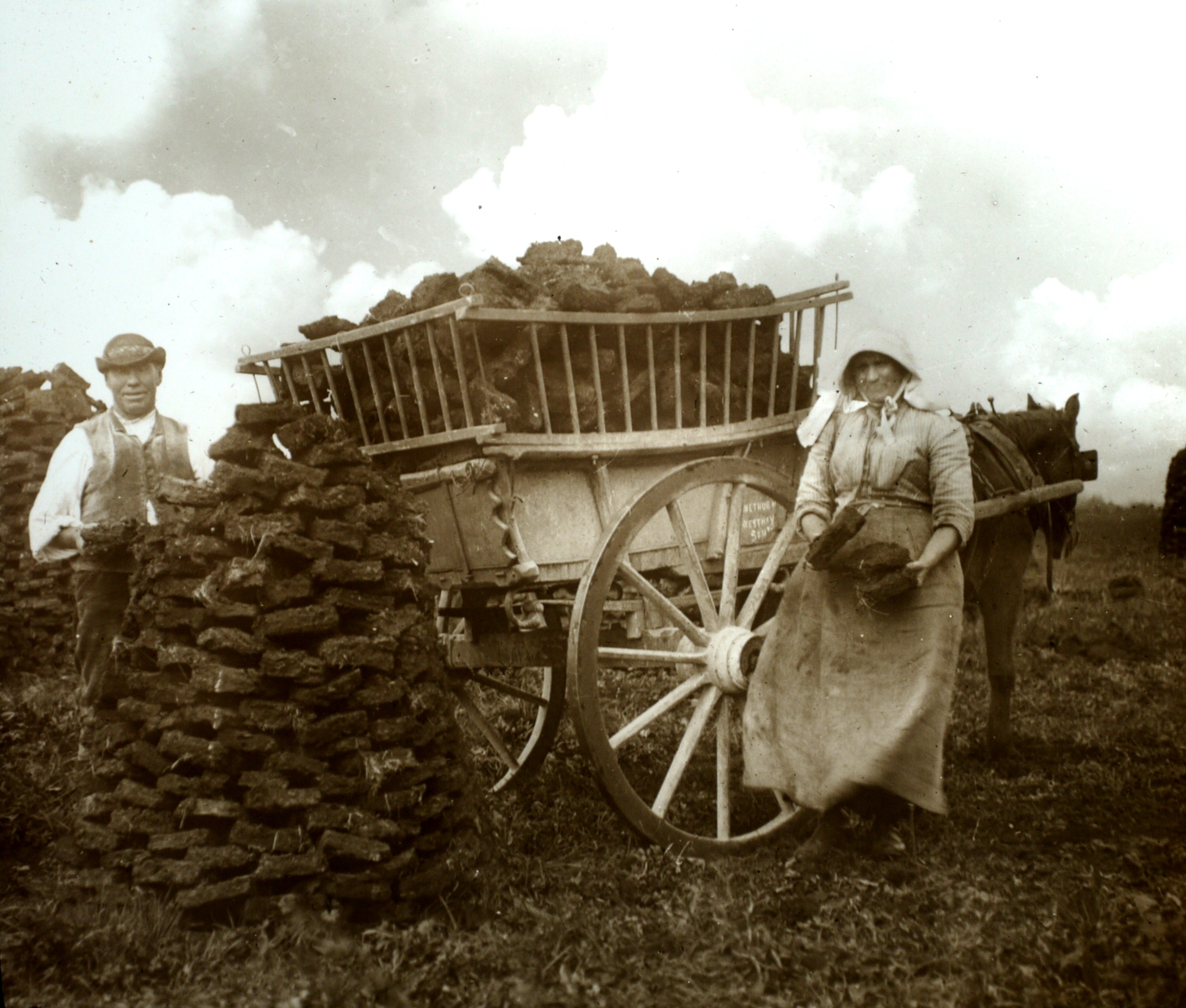
Torfabbau am Westhay Moor, 1905

In einem großen Teil der an die Moore grenzenden Gebiete gedeiht eine große Vielfalt landwirtschaftlicher Erzeugnisse. Somerset ist eine überwiegend durch Felderwirtschaft und Milchwirtschaft genutzte Grafschaft; der Cheddar ist ein überregional bekanntes Erzeugnis. Der vorherrschenden Feldfrüchte sind Weizen, Gerste, Hafer und Hackfrüchte sowie extensive Obstgärten zur Erzeugung von Äpfeln als Rohprodukt für Cider. Die grüne Landschaft bietet gute Weidegründe für Vieh. Die Zahl von Rindern und Schafen ist bedeutend, und Exmoor-Ponys sowie Rotwild streifen auf dem offenen Moorland im Westen der Grafschaft umher. Auch Kohle wurde einst in der Grafschaft abgebaut; das Somerset Coalfield erstreckte sich von Cromhall bis zu den Mendips und von Nailsea bis Bath. Die beiden letzten Gruben in Kilmersdon und Writhlington wurden 1973 geschlossen. Zu den hier abgebauten Rohstoffen gehörten Erze von Eisen Blei und Zink sowie Schiefer und Bleicherde. Kalkstein wird abgebaut, um daraus Baumaterial für Gebäude zu gewinnen, und andere Gesteine dienen dem Straßenbau und als Bestandteil für die Produktion von Beton. In anderen Teilen der Grafschaft werden Sand, Kies und Torf abgebaut.
Die Somerset Levels zwischen den alten Städten Glastonbury und Wells wurden traditionell für die Gewinnung von Weidenruten genutzt, die über viele Jahrhunderte für die Herstellung von Möbeln, Körben und Zäunen genutzt wurden. Weiden wurden hier geschnitten, verarbeitet und verwendet, seitdem Menschen in das Gebiet gekommen sind. Fragmente von Weidenkörben wurden in der Nähe von Glastonbury Lake Village gefunden, die beim Bau von Dämmen in der Eisenzeit verwendet wurden. Die Weidenkorbproduktion floriert in den geschützten Moorgebieten, und es gibt ein Besucherzentrum in Stoke St Gregory.
Abgesehen von der Landwirtschaft und von ihr abhängigen Industrien, einschließlich der Erzeugung von Cider, Käse und Joghurt sowie der Torfabbau gibt es in der Grafschaft wenig Industrie. Darunter sind die Herstellung von Hubschraubern, gewisse Schwerindustrie für die Landesverteidigung, Bergbau sowie der Abbau von Kies und Sand, die Herstellung von Backsteinen und Dachziegeln sowie die Herstellung von Stiefeln und Schuhen, doch viele dieser Industriezweige sind im Abschwung. Nun ist der Tourismus eine der Haupteinkommensquellen in Somerset.

## Schutzgebiete

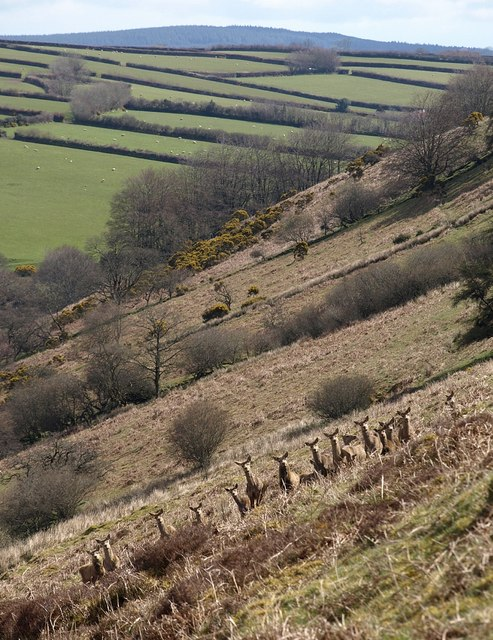
Wild im Exmoor-Nationalpark

Das Gordano Valley westlich des Port of Bristol streicht hinter den Küstenstädten Portishead und Clevedon entlang und wurde als National Nature Reserve eingestuft, und einen Großteil davon können Reisende auf der nach Süden führenden Fahrbahn der M5 sehen. Das Chew Valley ist ein bewaldetes Tal in derselben Gegend. Das Avon Valley östlich von Bristol führt bis nach Bath und weiter nach Wiltshire hinein. Das westliche Ende der Mendip Hills wurde 1972 nach dem National Parks and Access to the Countryside Act 1949 als Area of Outstanding Natural Beauty (AONB) ausgewiesen. Die Blackdown Hills wurden 1991 und die Quantock Hills 1956 als AONB eingestuft; letztere Einstufung war die erste solche Einstufung in England nach diesem Gesetz.
Die Somerset Levels sind ein Feuchtgebiet von internationaler Bedeutung, mit einer großen Zahl von Watvögeln, die hier überwintern.
Das Exmoor ist ein Nationalpark, der zu 71 % in Somerset und zu 29 % in Devon liegt. Zum Gebiet des Nationalparks gehören die Brendon Hills und das Vale of Porlock. Er hat eine Fläche von 692,8 km2 offenen und hügeligen Moorlands, und der Park hat eine Küstenlinie von 55 km.
Steep Holm ist als Naturreservat und Site of Special Scientific Interest (SSSI) geschützt. Eine große Zahl von Seevögeln ist hier heimisch oder macht auf der Insel Rast, speziell Silbermöwen (Larus argentatus) und Heringsmöwen (Larus fuscus), doch der Schutz der Insel ist in erster Linie aus botanischem Interesse eingerichtet; es ist dabei die einzige Stätte im Vereinigten Königreich, wo wilde Pfingstrosen wachsen.

## Kommunale Verwaltung
Die zeremonielle Grafschaft Somerset ist unterteilt in fünf Distrikte und zwei Unitary Authoritys (deren Räte die Funktionen der Räte einer Grafschaft und eines Distrikts in sich vereinen). Diese fünf Distrikte sind West Somerset, South Somerset, Taunton Deane, Mendip und Sedgemoor, und die beiden Unitary Authoritys sind North Somerset sowie Bath and North East Somerset.

## Verkehr

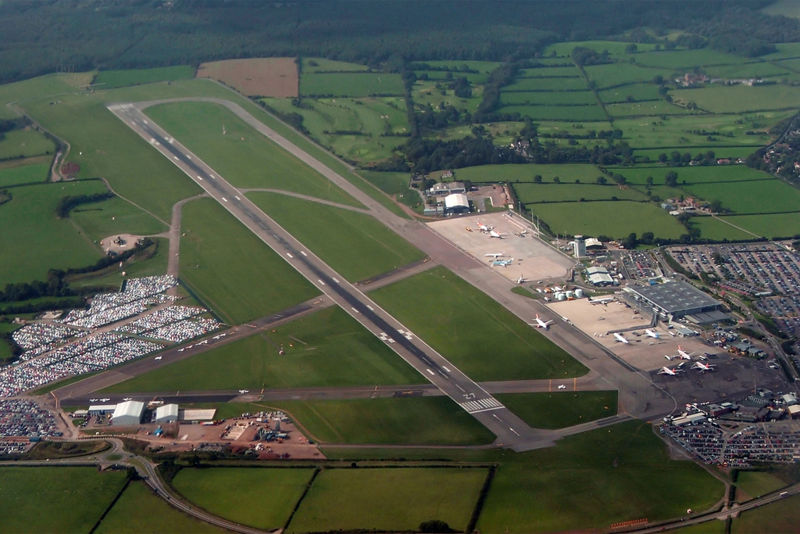
Bristol Airport liegt in North Somerset

Somerset verfügt über ein ungefähr 6530 Kilometer langes Straßennetz. Die Autobahn M5 verläuft diagonal von Nordosten nach Südwesten durch die Grafschaft. Zu den weiteren Durchgangsstraßen gehören die A39, die A303, die A37, die A38, die A358 und die A361, doch sind viele der ländlichen Ortschaften nur über enge Landstraßen erreichbar.
Die West of England Main Line verbindet London Waterloo und Basingstoke mit Exeter über Yeovil Junction und die Bristol to Exeter Line, die Teil der Great Western Main Line ist. Die Heart of Wessex Line von Bristol Temple Meads nach Weymouth und die Reading to Taunton Line bedienen andere Teile der Grafschaft. Das wichtigste Eisenbahnverkehrsunternehmen in der Region ist die Great Western Railway, andere Betreiber sind South West Trains und CrossCountry. Die West Somerset Railway verbindet Bishops Lydeard und Minehead und ist die längste Museumsbahn in England.
Bristol Airport liegt an der A38 in North Somerset und hat nationale und internationale Flugverbindungen.

## Belege
1. 1 2 3 4 5 6 7 8  E. F. Bozman (Hrsg.): Everyman’s Encyclopedia. J. M. Dent & Sons, 1967, 11: Santa Catarina – Thomas à Kempis, S. 295–296 (englisch).
2. ↑  Mendip Hills Natural Area profile. English Nature, Januar 1998, S. 20, archiviert vom Original am 14. März 2013; abgerufen am 27. November 2016 (englisch).
3. 1 2 3 4  Fullard, Harold (Hrsg.): Philips’ Modern School Atlas. George Philip and Son, 1973, ISBN 0-540-05278-7, S. 24 (englisch).
4. ↑  The Quantocks. English Nature, abgerufen am 27. November 2016 (englisch).
5. ↑  Blackdown Hills. In: Landscape. Natural England, archiviert vom Original am 11. Oktober 2007; abgerufen am 27. November 2016 (englisch).
6. ↑  Geology. Exmoor National Park, abgerufen am 27. November 2016 (englisch).
7. ↑  Exmoor National Park Facts and Figures. Exmoor National Park, archiviert vom Original am 10. Mai 2015; abgerufen am 27. Oktober 2016 (englisch).  Info: Der Archivlink wurde automatisch eingesetzt und noch nicht geprüft. Bitte prüfe Original- und Archivlink gemäß Anleitung und entferne dann diesen Hinweis.
8. ↑   What are the Somerset Levels? In: BBC News, Somerset, 7. Februar 2014. Abgerufen am 27. November 2016 (englisch).
9. 1 2  A History of the County of Somerset: Volume 8: The Poldens and the Levels. British History Online, 2004, abgerufen am 27. November 2016 (englisch).
10. ↑  The problem of “county confusion” – and how to resolve it. County-Wise, abgerufen am 6. Oktober 2016 (englisch).
11. 1 2 3  David Else: Somerset. Lonely Planet, 2010, ISBN 978-1-74104-491-1, S. 339–346 (englisch, google.com).
12. ↑  Charity Commission for England and Wales. Megabiz.co.uk, archiviert vom Original am 9. Oktober 2016; abgerufen am 27. November 2016 (englisch).
13. ↑  Helicopters. Leonardo, abgerufen am 27. November 2016 (englisch).
14. ↑  Frome Community Plan. Mendip District Council, archiviert vom Original am 9. Oktober 2016; abgerufen am 27. November 2016 (englisch).
15. ↑  David Roche: Moons Hill Quarry, Stoke St Michael, Shepton Mallet. In: Geodiversity Audit of Active Aggregate Quarries. Somerset County Council, 2004, abgerufen am 27. November 2016 (englisch).
16. ↑  Geology of Exmoor. Everything Exmoor, archiviert vom Original am 19. Oktober 2007; abgerufen am 27. November 2016 (englisch).
17. 1 2  Hardy, Peter: The Geology of Somerset. Ex Libris, 1999, ISBN 978-0-948578-42-7 (englisch, google.com).
18. ↑  P. W. Scott, Colin Malcolm Bristow; Geological Society of London: Industrial Minerals and Extractive Industry Geology. Geological Society of London, 2002, ISBN 978-1-86239-099-7, S. 363–364 (englisch, google.com).
19. ↑  Somerset Geology. (DOC) In: Good Rock Guide. Archiviert vom Original am 9. Oktober 2011; abgerufen am 27. November 2016 (englisch).
20. 1 2  Frequently Asked Questions. In: Mendip Hills AONB. Archiviert vom Original am 12. Februar 2009; abgerufen am 27. November 2016 (englisch).
21. 1 2  Somerset Minerals Plan. Somerset County Council, abgerufen am 27. November 2016 (englisch).
22. 1 2 3 4  South West England: climate. Met Office, abgerufen am 27. November 2016 (englisch).
23. ↑  The day the Sweet Track was built. In: New Scientist. 16. Juni 1990, abgerufen am 27. November 2016 (englisch).
24. ↑  Shirley Toulson: The Mendip Hills: A Threatened Landscape. Victor Gollancz, London 1984, ISBN 0-575-03453-X (englisch).
25. ↑  GB Gruffy Nature Reserve. Somerset Wildlife Trust, abgerufen am 27. November 2016 (englisch).
26. ↑  A.W. Coysh, E.J. Mason, V. Waite: The Mendips. Robert Hale Ltd, London 1977, ISBN 0-7091-6426-2 (englisch).
27. ↑  J.W. Gough: The mines of Mendip. David & Charles, 1967 (englisch).
28. ↑  Edited by William Page: Andersfield, Cannington, and North Petherton Hundreds (Bridgwater and Neighbouring Parishes). Hrsg.: R. W. Dunning. Band VI. Oxford University Press for the University of London Institute of Historical Research, Oxford 1992, ISBN 0-19-722780-5 (englisch).
29. ↑  Rod Fitzhugh: Bridgwater and the River Parrett: in old photographs. Alan Sutton Publishing, 1993, ISBN 0-7509-0518-2 (englisch).
30. ↑  Severn Estuary Barrage. (PDF) In: UK Environment Agency. 31. Mai 2006, archiviert vom Original am 30. September 2007; abgerufen am 27. November 2016 (englisch).
31. ↑  Marjorie A. Chan, Allen William Archer: Extreme Depositional Environments: Mega End Members in Geologic Time. Geological Society of America, Boulder, Colorado 2003, ISBN 0-8137-2370-1, S. 151 (englisch, google.com).
32. ↑  Coast: Bristol Channel. In: BBC. Abgerufen am 27. November 2016 (englisch).
33. ↑  A Brief History of the Bristol and Somerset Coalfield. In: The Mines of the Bristol and Somerset Coalfield. Archiviert vom Original am 17. Januar 2009; abgerufen am 27. November 2016 (englisch).  Info: Der Archivlink wurde automatisch eingesetzt und noch nicht geprüft. Bitte prüfe Original- und Archivlink gemäß Anleitung und entferne dann diesen Hinweis.
34. 1 2 3  Willows and Wetlands Visitor Centre. Visit Somerset, abgerufen am 27. November 2016 (englisch).
35. ↑  Somerset Levels. In: BBC Radio 4 – Open Country. Abgerufen am 27. November 2016 (englisch).
36. ↑  Employers in Somerset. In: Somerset Chamber of Commerce. Archiviert vom Original am 4. September 2006; abgerufen am 27. November 2016 (englisch).
37. ↑  Gordano Valley NNR. Natural England, abgerufen am 27. November 2016 (englisch).
38. ↑  About the AONB. Mendip Hills AONB, archiviert vom Original am 20. Februar 2015; abgerufen am 27. November 2016 (englisch).
39. ↑  Areas of Outstanding Natural Beauty (AONB). Somerset County Council, archiviert vom Original am 30. Dezember 2016; abgerufen am 27. November 2016 (englisch).
40. ↑  Moor Facts. Exmoor-nationalpark.gov.uk, 19. Oktober 1954, archiviert vom Original am 16. Juli 2011; abgerufen am 27. November 2016 (englisch).
41. ↑  Citation – Steep Holm. (PDF) In: English Nature. Abgerufen am 27. November 2016 (englisch).
42. ↑  Stanley Lewis: Birds of the Island of Steep Holm. In: British Birds. xxx. Jahrgang, 1936, S. 219–223 (englisch, britishbirds.co.uk (Seite nicht mehr abrufbar. Suche in Webarchiven)).
43. ↑  Steep Holm Island, Somerset. The Wildlife Trusts, archiviert vom Original am 12. Juli 2015; abgerufen am 27. November 2016 (englisch).
44. ↑  The Avon (Structural Change) Order 1995. In: HMSO. Archiviert vom Original am 20. Juni 2010; abgerufen am 27. November 2016 (englisch).
45. 1 2  About The Service. In: Devon and Somerset Fire and Rescue. Archiviert vom Original am 23. Juni 2010; abgerufen am 27. November 2016 (englisch).
46. 1 2  A Concise Road Atlas of Britain. AA Publishing, 2016, ISBN 978-0-7495-7743-8, S. 16–17 (englisch).
47. ↑  West Somerset Railway. Visit Somerset, abgerufen am 10. September 2016 (englisch).